# Влодзімеж Загурський
Влодзімеж Загурський, пол. Włodzimierz Zagórski з роду Остоя (нар. 22 липня 1882 року в Сен-Мартен-Везюбі, помер після 6 серпня 1927 року) – бригадний генерал, пілот Війська Польського. Зник 6 серпня 1927 року після виходу з Військової слідчої в'язниці № III у Вільнюсі, за іншими версіями – нібито вбитий за наказом Юзефа Пілсудського або його фанатичних прихильників.

## Життєпис

### Юність
Народився у Франції 22 липня 1882 року у Сен-Мартен-Везюбі біля Ніцци, де він здобув початкову освіту. Юридичну та комерційну освіту отримав у Франції та Австрії. Добре знав шість мов, зокрема французьку та німецьку. Пройшов курси пілотів за власний кошт. Походив з відомої польської родини Загурських (шляхта), яка мешкала в Мазовії, Варшаві, Люблінському воєводстві, Любліні та Кракові. Його батьком був Ян Загурський, учасник Січневого повстання, депортований до Сибіру, звідки втік до Франції. Його матір'ю була Анна Козлова, фрейліна Романових, дочка генерала Козлова. Мав брата Юліуша Остоя-Загурського (1878–1919), також офіцера легіонів.
Навчався у III гімназії у Кракові, де в 1900 році закінчив 8 класів та склав випускний іспит (його однокласником був Александер Скшинський).

### Служба в арміях Австро-Угорщини, польських легіонах
У 1900 році Влодзімеж розпочав службу в сухопутних військах Австро-Угорщини. 18 серпня 1902 року його було підвищено до поручника (нім. Leutnant) та старшини з 1 вересня 1902 року в Корпусі офіцерів польової артилерії, коли був включений до складу 11-го корпусного артилерійського полку у Львові. У 1907–1910 роках був студентом Військової школи (нім. Kriegsschule) у Відні. Тим часом його підвищили до старшого лейтенанта (нім. Oberleutnant) зі старшинством з 1 травня 1909 року. У 1910 році як офіцера, призначеного до Генерального штабу, його направили до 24-ї піхотної бригади у Кракові. Через рік його перевели до воєнної розвідки. Служив в організаційному підрозділі, орієнтованому на російські збройні сили та польські воєнізовані організації, що вели нерегулярні бойові дії у Привіслянському краї Російської імперії. Загурський, який володів кількома мовами, був офіцером 2-го департаменту Генерального штабу (Evidenzbureau) у Відні. Він керував відповідними відділами передової розвідки (Hauptkundschaftstellen) у Кракові, Перемишлі та Львові. Неодноразово через керівників окремих розвідувальних відділів він зв'язувався з Юзефом Пілсудським, який систематично доповідав йому про ситуацію у Привіслянському краї. Натомість Пілсудський отримував фінансування, яке він використовував на розвиток польських стрілецьких організацій.

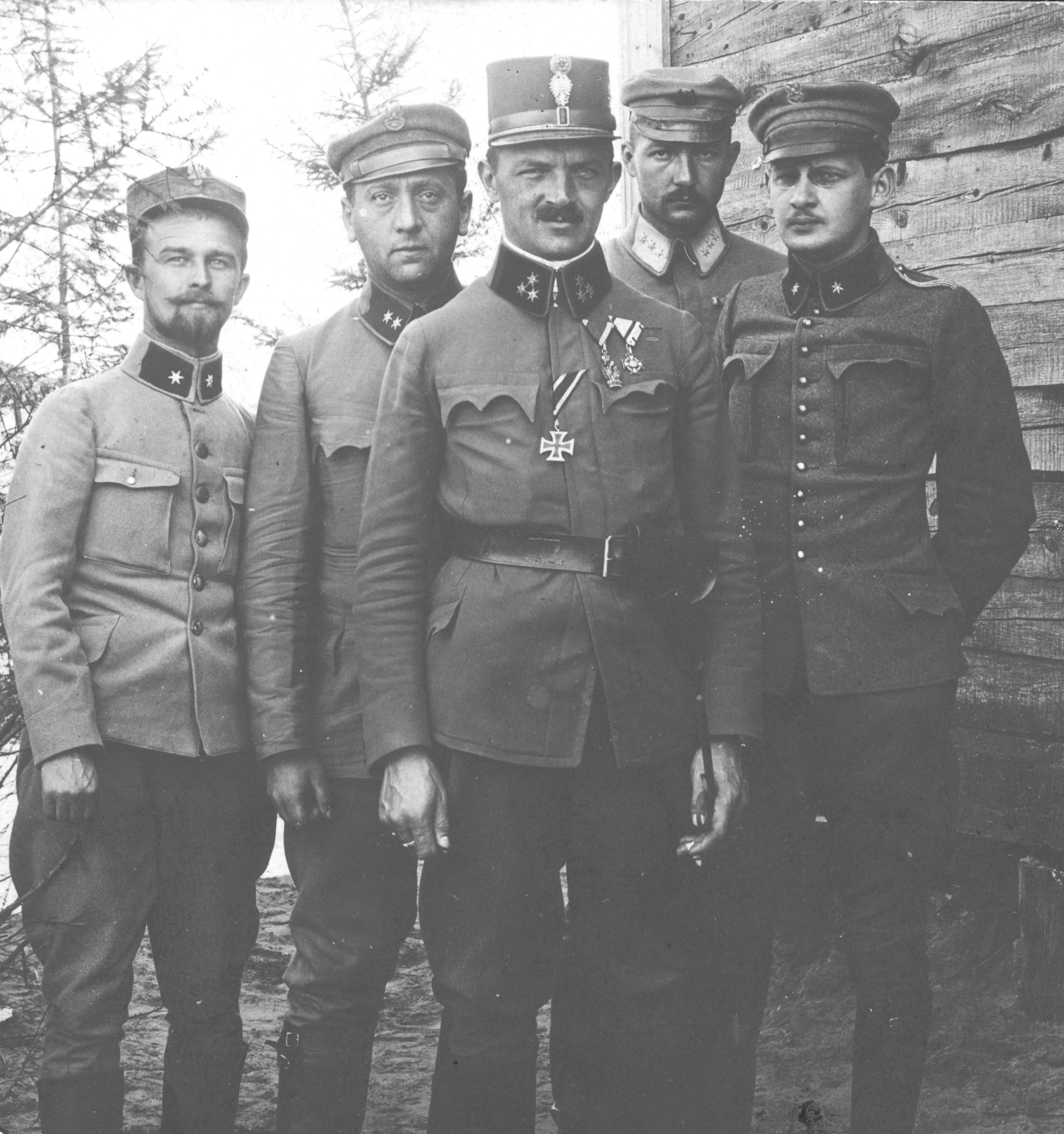
Капітан Влодзімеж Загурський зі штабом 2-го піхотного полку польських легіонів

З серпня 1914 року по червень 1916 року Влодзімеж Загурський за власним проханням був делегований до Польських легіонів у званні капітана Генерального штабу – таким чином ставши, певним чином, начальником бригадира Пілсудського, що послужило джерелом постійного антагонізму. Капітан Загурський став начальником штабу Командування польських легіонів. Коли командувачем легіонів був генерал Кароль Дурський-Тшаска, Загурський став фактичним керівником, який приймав рішення у справах легіонів, зробивши старого генерала залежним від своїх рішень.
У той час поглибилася взаємна антипатія між професійним австрійським розвідником Загурським та Пілсудським, який не мав військової освіти, але мав ширше політичне бачення. З червня 1916 року по липень 1917 року Загурський був командиром 3-го піхотного полку 2-ї бригади легіонів. Потім сталася криза присяги, під час якої Загурський висловився за складання присяги та заохочував це. Роками пізніше, за зміненої соціально-політичної конфігурації, були ті, хто навіть стверджував, що Загурський погрожував полякам, яких везли на інтернування до Щипьорно: – «Божевільні! Ви помрете!» У відповідь, нібито босі колони заревіли йому до Першої бригади п'ятий куплет Нам не потрібно вашого визнання сьогодні..., закінчуючи словами «до біса ти, собако».
З липня 1917 року по лютий 1918 року був командиром артилерійського полку Польського допоміжного корпусу. Після прориву 2-ї бригади під Раранчою його було виключено з легіонів за дії на шкоду австрійській армії та інтерновано в Хуст, а пізніше суджено військовим трибуналом. Як головного обвинуваченого, його ізолювали від інших легіонерів та особливо переслідували. Він уникнув смертної кари завдяки імперському помилуванню.

### Служба в польській армії

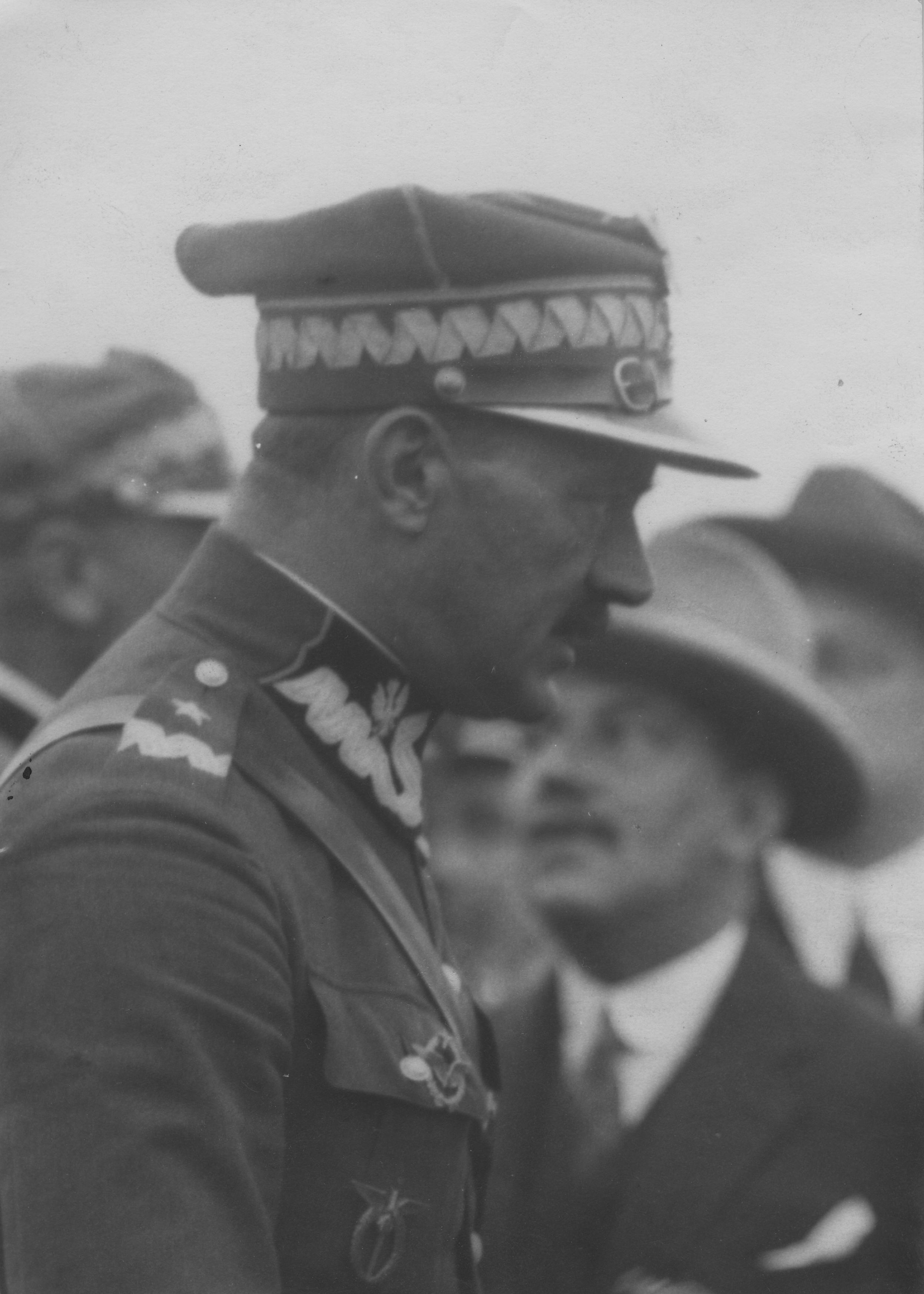
Генерал Влодзімеж Загурський після повернення з Іспанії, 1925 рік

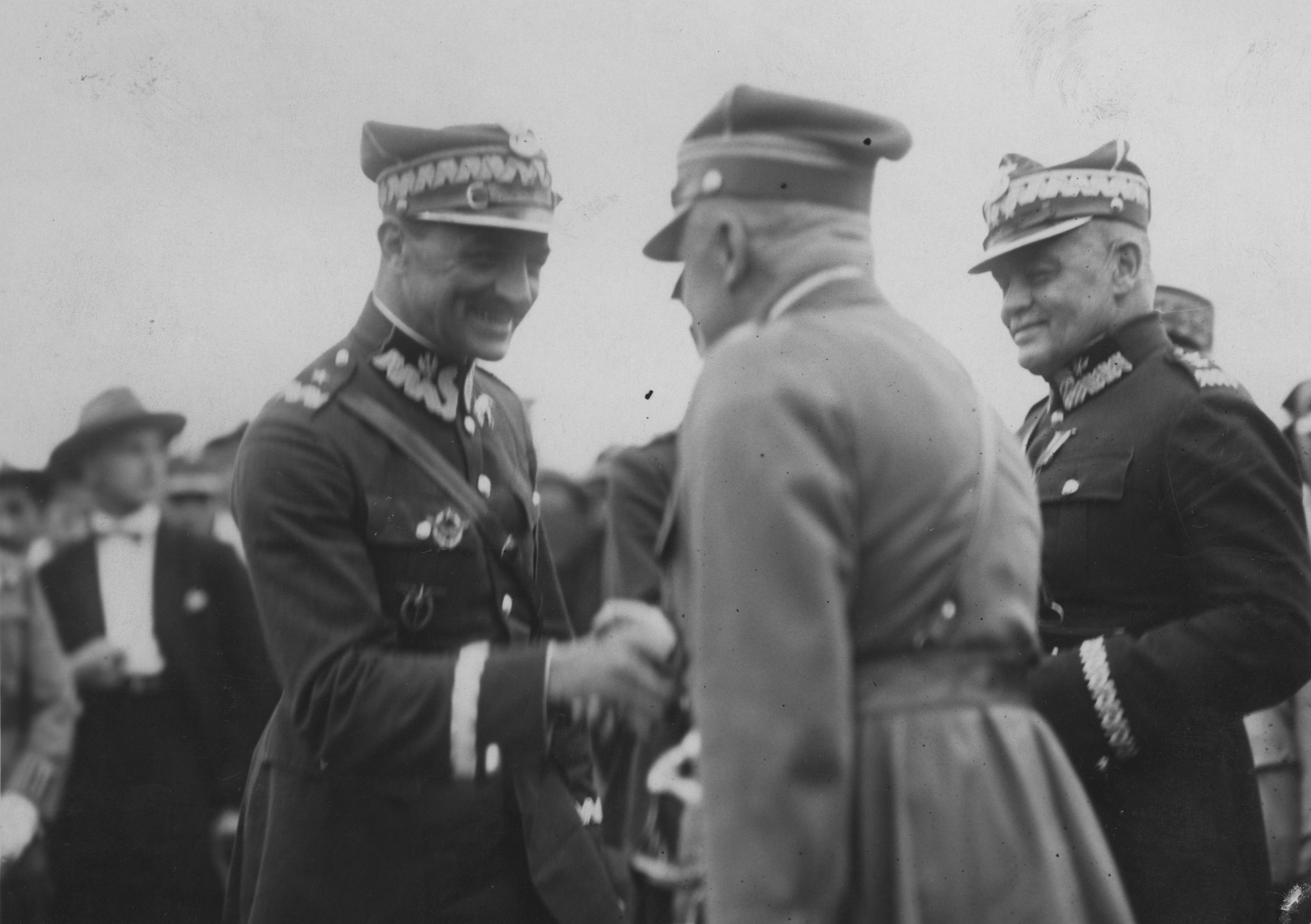
Генерал Влодзімеж Загурський після повернення з Іспанії, 1925 рік

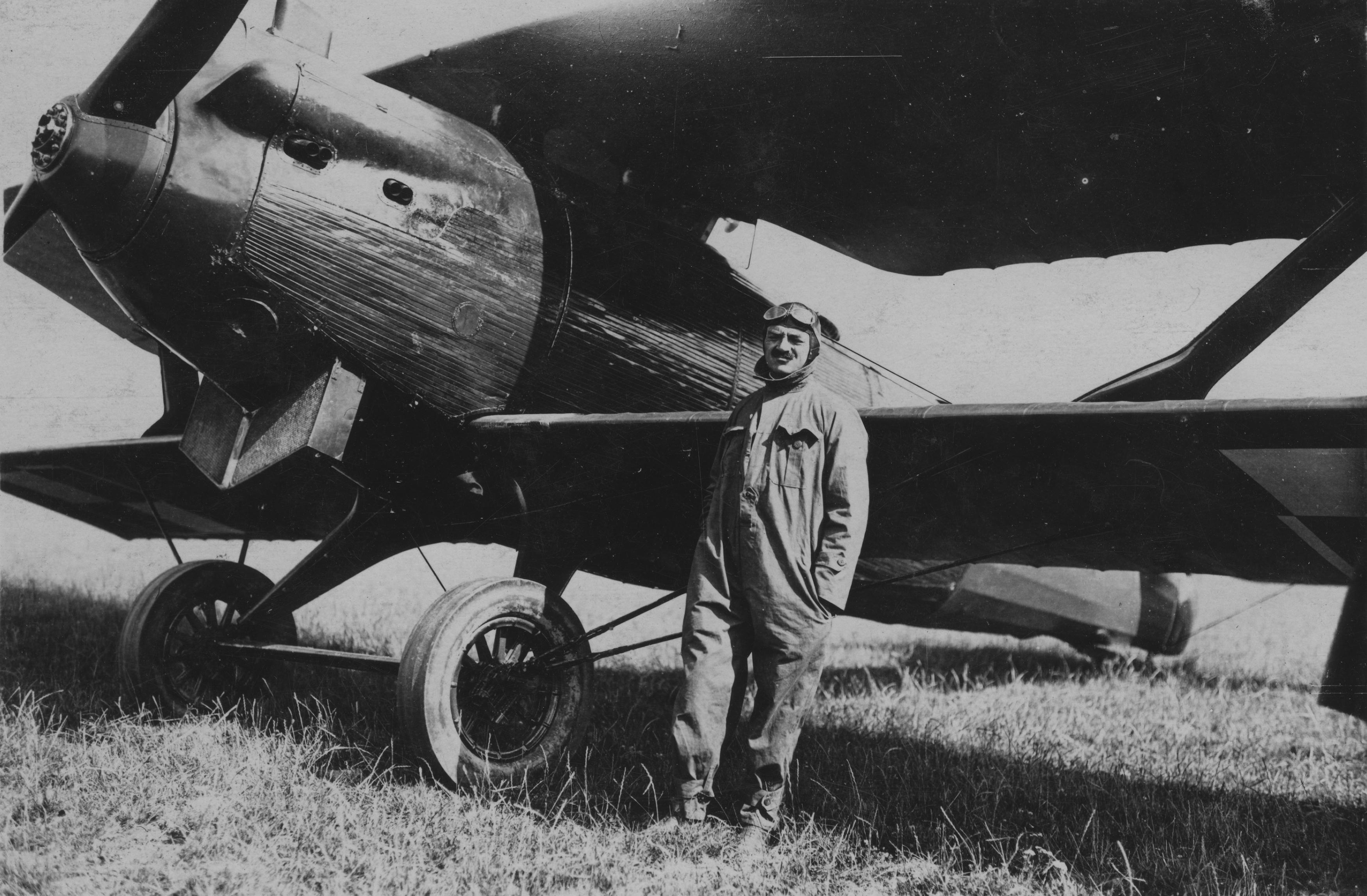
Загурський у льотному костюмі, 1925 рік

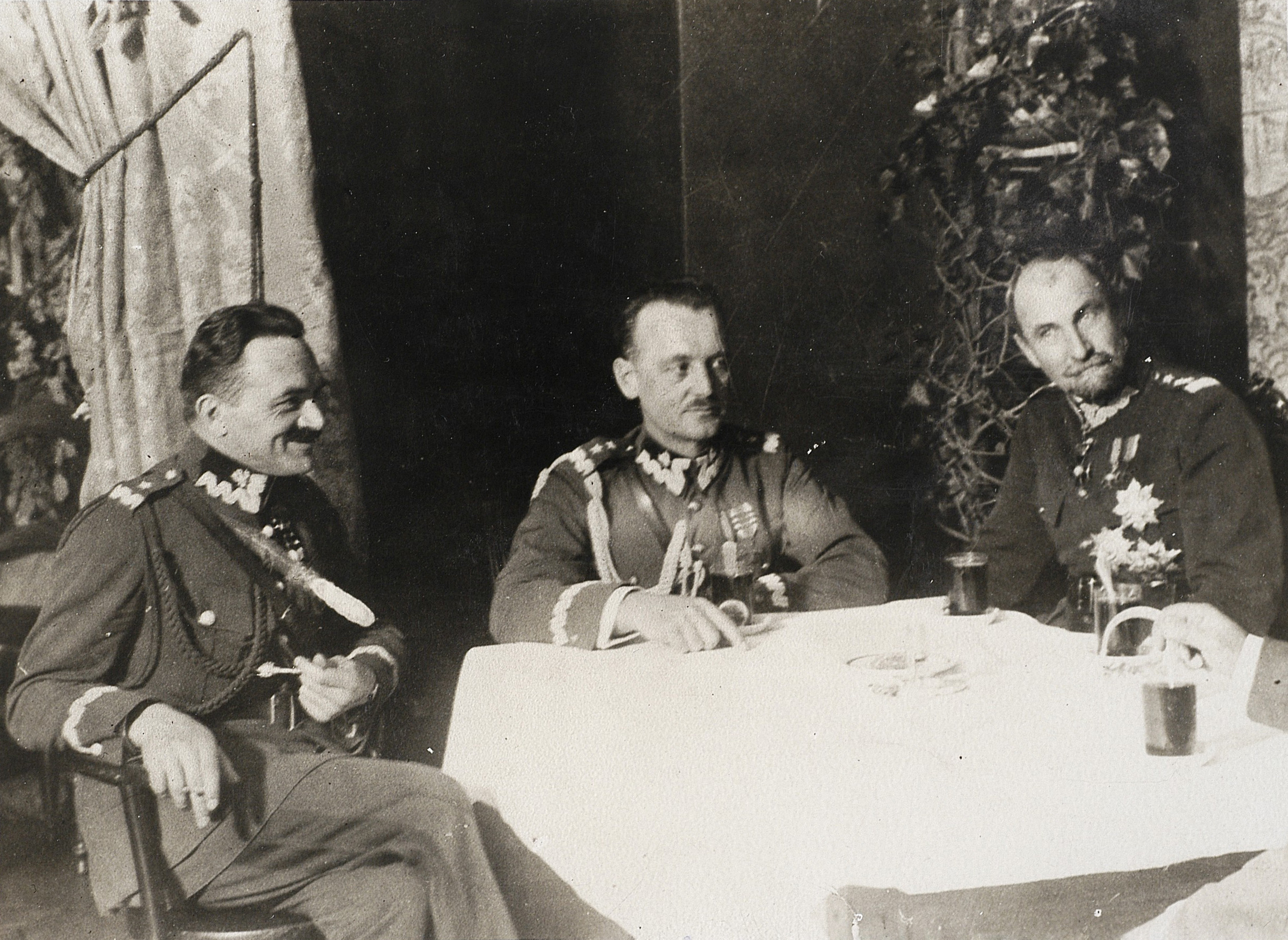
Генерали Влодзімєж Загурський, Владислав Сікорський і Тадеуш Розвадовський, 1925 р.

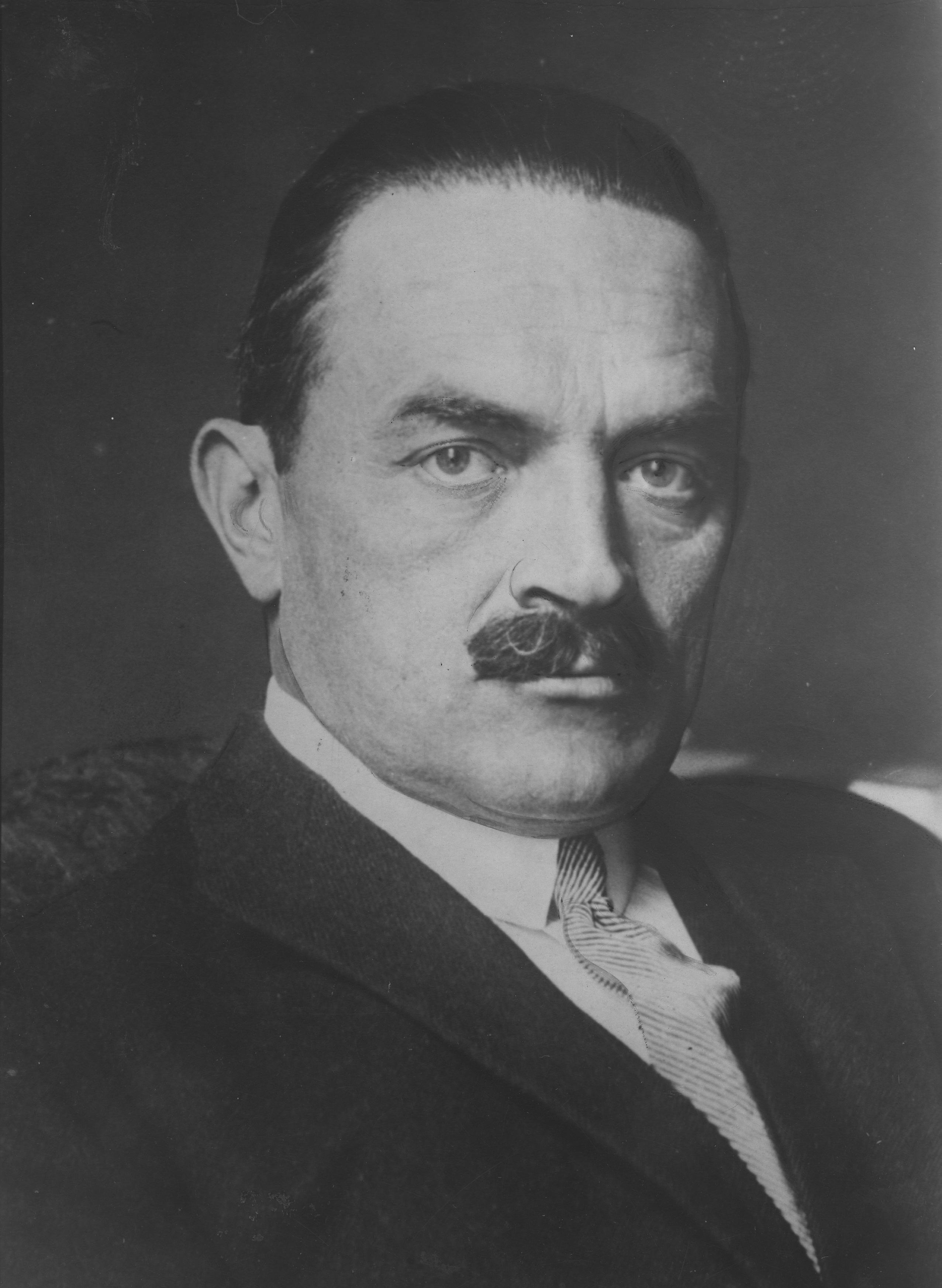
Бригадний генерал Влодзімєж Загурський – портретна фотографія в цивільному

Після того, як Регентська рада взяла під контроль армію, командування польською армією, як начальник штабу польської армії, перейняв генерал Тадеуш Розвадовський. Загурський, отримавши звання підполковника, обіймав посаду заступника начальника новоствореного Генерального штабу. Начальник штабу та його колеги розпочали інтенсивну роботу з організації центральних військових установ та нових частин польської армії. Основою для цієї діяльності стали проєкти, розроблені Влодзімежем Загурським.
Після 10 листопада 1918 року, через те, що Юзеф Пілсудський взяв на себе керівництво армією, Загурський фактично був змушений залишити службу. Повернувся на службу після початку польсько-радянської війни. Обіймав посади командира Добровольчої дивізії, а також начальника штабу Північного фронту (командувач генерал Юзеф Галлер). Брав участь у Варшавській битві (1920). Генерал Сікорський просив нагородити його орденом Virtuti Militari за військові заслуги. 20 вересня 1920 року його було підвищено до полковника.
Виконував обов'язки командира (25 вересня – 23 листопада 1920) та командира 4-ї піхотної дивізії. 9 квітня 1921 року за власним проханням його було переведено до військового резерву. Займався підприємницькою діяльністю. Формально співзасновник і тимчасово член правління акціонерного товариства Франкополь, яке постачало авіаційну техніку армії. У березні 1923 року тодішній міністр військових справ генерал Казімеж Соснковський призвав Загурського на дійсну службу та призначив начальником відділу оборонного виробництва штабу армійської адміністрації. Невдовзі призначили начальником Департаменту військової промисловості Міністерства військових справ. 15 листопада 1923 року став професійним офіцером у званні полковника Генерального штабу зі старшинством з 1 червня 1919 року та посадою в корпусі артилерійських офіцерів.
31 березня 1924 року президент Польської Республіки Станіслав Войцеховський на прохання міністра військових справ генерала Владислава Сікорського надав Загурському звання бригадного генерала зі старшинством з 1 липня 1923 року та 9 місцем в генеральському корпусі.
17 серпня 1924 року генерал Сікорський доручив Загурському обов'язки начальника IV відділу аеронавігації Міністерства військових справ. У той час він, серед іншого, проштовхнув суперечливий план розширення польської авіації на основі закупівель обладнання у Франції. Польща тоді отримала велику фінансову допомогу від Франції на закупівлю літаків. Ці кроки були різко розкритиковані прихильниками Пілсудського в той час, оскільки вони перешкоджали розвитку польських конструкцій літаків.
Близьким соратником Загурського був генерал Владислав Сікорський.
Влітку 1925 року командував ескадрильєю з шести літаків (Potez XV та Breguet 19), які здійснили спортивно-пропагандистський політ маршрутом майже 5000 км до Іспанії та Португалії, а також відвідав Францію, Велику Британію, Югославію та Чехословаччину по дорозі на запрошення місцевих повітряних сил та організацій.
Масштабні закупівлі літаків означали, що приблизно у 1925 році польські військово-повітряні сили були одними з найсильніших у Європі за кількістю озброєння, яке вони мали. Однак, хоча деякі з придбаних машин мали хорошу конструкцію (наприклад, Breguet XIX або Potez XXV), інші мали неправильну конструкцію (наприклад, Blériot-SPAD S.61, відомий численними аваріями, включаючи 31 смертельний випадок), або низькі характеристики (Farman F.68 Goliath). На додаток, високий рівень оснащення контрастував з низьким рівнем особового складу, тому більшість польських авіаційних ескадрилей не мали бойових чи навіть навчальних можливостей. Саме тому Загурський спрямовував свою величезну енергію на розвиток освіти та авіаційної інфраструктури: як Школа орлят у Дембліні, так і варшавський аеропорт Варшава-Шопен беруть свій початок у короткому епізоді активної роботи генерала Загурського на посаді керівника Департаменту аеронавігації.
З початку 1926 року люди з оточення Пілсудського були джерелом звинувачень у причетності генерала до корупційного скандалу в армії, пов'язаного з компанією Франкополь, акціонером та членом правління якої він був, та французьким капіталом. 18 березня 1926 року міністр військових справ генерал-лейтенант Люціан Желіговський звільнив Загурського із займаної посади і залишив у розпорядженні керівника армійської адміністрації. Причиною звільнення став корупційний скандал навколо генерала Загурського, який «часом» здійснював фіктивні покупки літаків, знищених під французьким небом. Начальник авіаційного департаменту не готував ангари й не займався транспортуванням.
У той час у пресі розгорнулася гучна кампанія щодо участі Загурського у справі Франкополя. Загурський був акціонером компанії з 1921 року, хоча він отримав дозвіл від Генеральної прокуратури на придбання партії зі 100 авіаційних двигунів та 100 винищувачів Spad 61 у цієї компанії. Франкополь не займався виробництвом літаків у Польщі. 
Загурський повернувся на службу після того, як Вінцентій Вітос знову обійняв посаду прем'єр-міністра.
Прихильники Загурського вважають, що він був одним з тих людей, які розуміли роль сучасної зброї, особливо авіації, у веденні війни. Головний опонент і наступник Загурського на посаді керівника Департаменту аеронавігації, полковник Райський, приховуючи власні упущення та помилки, наполягав на іншій думці, а саме, що надмірні закупівлі обладнання, які чинні ескадрильї не могли засвоїти, спричинили технічну відсталість у наступні роки (наприклад, літаки Potez XXV були введені в експлуатацію авіації в 1930-х роках як повністю невикористані, тоді як нові літаки PWS-10 були оснащені застарілими двигунами, придбаними Загурським у Франції, оскільки вони були в надлишку). У них була велика кількість застарілого та ще невикористаного обладнання, придбаного коштом французького кредиту. Початок його погашення ускладнив заміну обладнання на новіше, виробництва польських виробників, що призвело до хронічної заборгованості військової авіації.
Єдиним літаком Martinsyde F.4 Buzzard, що використовувався в Польщі, був бізнес-літак Загурського, пофарбований у червоно-білі смуги.
У 1920-х роках Загурський був членом керівництва Військового автомобільного та мотоциклетного клубу.

### Травневий переворот і ув'язнення
Під час травневого перевороту Влодзімеж Загурський перейшов на бік легального уряду Вінцентія Вітоса. 12 травня, за наказом генерала Розвадовського прийняв командування авіагрупою у Варшаві, замінивши полковника Людоміла Райського із завданням розпорошити сили Пілсудського, що прямували до Варшави. Як командувач повітряних сил, він дуже швидко взяв під контроль ситуацію на варшавському військовому аеропорту. Крім того, він реквізував кілька цивільних літаків і, виконуючи накази своїх начальників, керував легкими, навіть символічними, бомбардуваннями військ Пілсудського.
За повітряне бомбардування військ маршала Загурського 15 травня 1926 року інтернували у Вілянуві, через кілька днів його перевезли до Вільнюса та ув'язнили разом із генералом Тадеушем Розвадовським та трьома іншими генералами у військовій слідчій в'язниці № III в Антакальнісі на понад рік. Умови утримання у в'язниці були суворими, камери неопалюваними, а режим суворим, як це виправдало слідство. Коли в жовтні 1926 року Військовий суд округу № III у Вільнюсі виніс рішення у справі генерала Розвадовського про те, що його слід негайно звільнити, військовий прокурор продовжив термін утримання під вартою всіх п'ятьох генералів з міркувань «первинних військових інтересів».
Загурський справді віддавав накази військово-повітряним силам, але в цьому відношенні він виконував накази своїх начальників, генералів Розвадовського та Мальчевського. Всупереч чуткам, що поширювалися про нього, він ніколи не пілотував жодного з літаків, що бомбардували війська Пілсудського. Йому також було висунуто звинувачення у низці кримінальних правопорушень у зв'язку з невиконанням своїх зобов'язань у справі Франкополя, але зрештою обвинувальний акт не був сформульований. Лише у квітні 1927 року, коли Мар'ян Здзеховський, професор Вільнюського університету та прихильник Пілсудського, опублікував брошуру на захист ув'язнених генералів – «Справа польської совісті», тиск громадської думки змусив військову владу змінити свою позицію і, як наслідок, генералів було звільнено.

### Зникнення Загурського

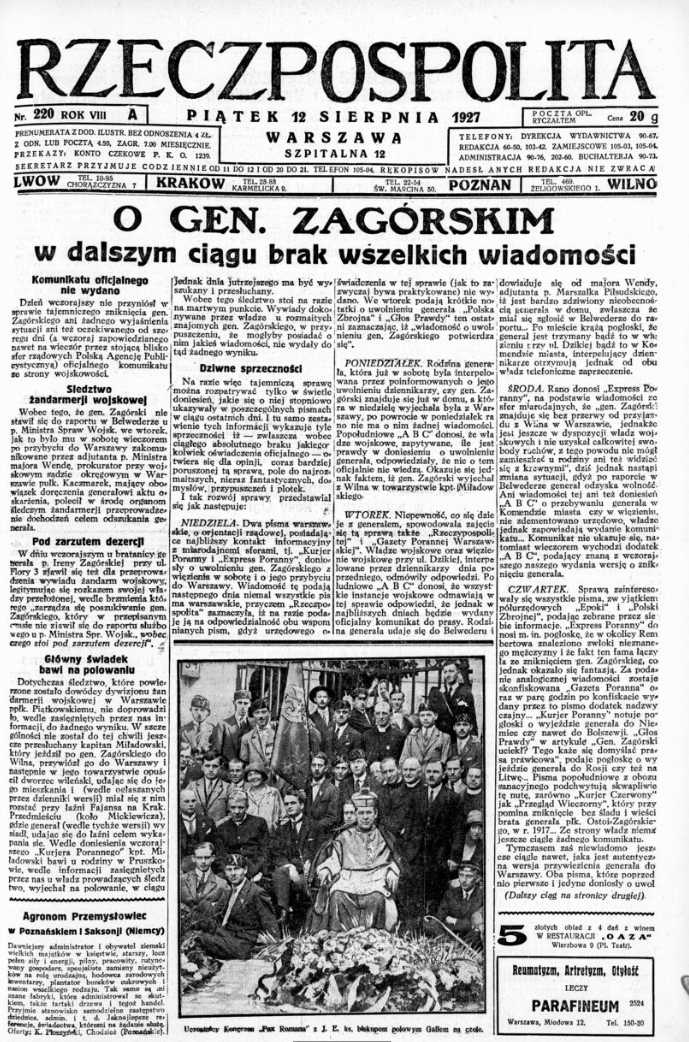
Газета Річ Посполита від 12 серпня 1927 року, де описується зникнення генерала Загурського

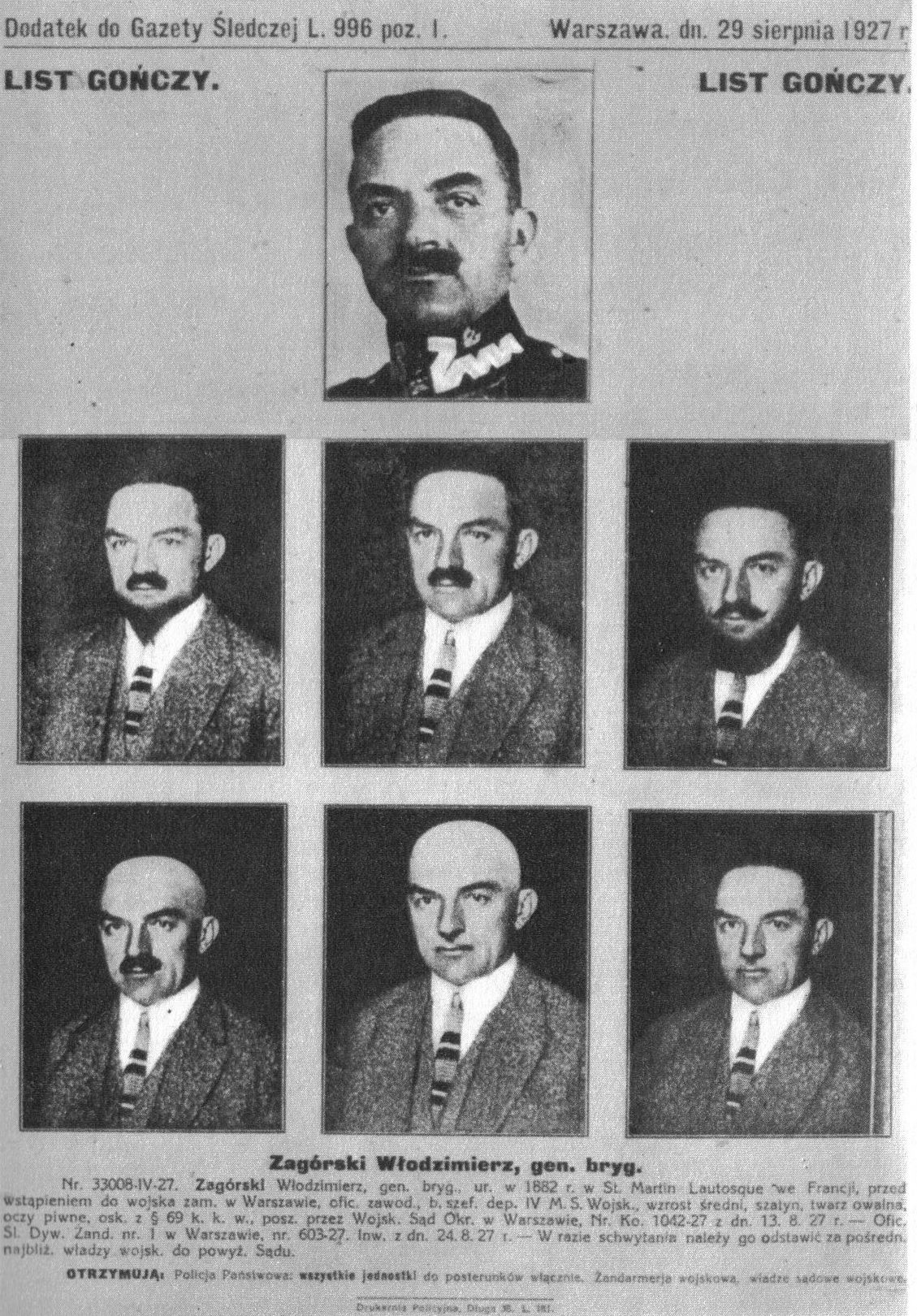
Ордер на арешт генерала Загурського, оголошено через три тижні після його зникнення (його звинуватили у дезертирстві)

6 серпня 1927 року, у річницю маршу 1-ї кадрової роти, яку відзначали легіонери на з'їзді в Щипйорно, Загурського забрав з в'язниці ад'ютант маршала Пілсудського, капітан Люціан Міладовський. Того ранку о 8.20, у наданому йому цивільному одязі, у супроводі капітана Загурський виїхав пасажирським поїздом № 714 з Вільнюса до Варшави. У столиці він мав зустрітися з маршалом Польщі Юзефом Пілсудським. Однак, на той час Пілсудський був у Каліші. Загурського підвезли до вулиці Флори, до його родини, але, їдучи вздовж Краківського передмістя, він сказав, що хотів би вийти й піти до лазні. Поблизу лазень Фаянс всі його сліди закінчуються. У «Офіцерському щорічнику» за 1928 рік він був записаний до генеральського складу як зниклий безвісти. Преса стверджувала, що Загурський мав коханку, а прихильники Пілсудського підозрювали його у дезертирстві. У пресі поступово з'являлася інформація про те, що генерала бачили на пляжі у Варшаві, у Закопаному і навіть в Африці. Суперечки виникли щодо листів, адресованих до правління офіцерського складу 1-го полку повітряних сил та до правління Фонду допомоги вдовам та сиротам загиблих льотчиків, які нібито написав Загурський. Їхній зміст свідчив про те, що зниклий заборгував досить велику суму грошей. Борг систематично погашався до квітня 1927 року. Графологи підтвердили справжність листування. Папір, на якому були написані листи, викликав сумніви – на той час його не було в Гданську, і ним користувалася берлінська поліція.
Після виявлення джерела листівки під назвою Правда про генерала Загурського та твердження про те, що організація Табір Великої Польщі здійснювала діяльність, яка була шкідливою та завдавала шкоди інтересам держави, Управління державної поліції від 11 жовтня 1927 року заборонило діяльність організації Табір Великої Польщі Малопольського округу, округу Львівського воєводства, округів міст Варшави, Львова та Молодіжного крила Табору.
Згідно з післявоєнним переказом, брат Загурського мав сказати, що генерал не помер, а поїхав до Єгипту та зайнявся там торгівлею. За словами професора Збігнєва Войчика, Загурський був пов'язаний з французькою розвідкою, і після звільнення був перехований нею.
Під час перебування у в'язниці Загурський написав мемуари, в яких критикував діяльність маршала Польщі. Як офіцер розвідувального відділу австрійської армії, він дуже добре знав контакти Пілсудського з австрійською розвідкою Evidenzbüro HK-Stelle. 
Як противагу цьому було висунуто тезу про те, що його було вбито за наказом Юзефа Пілсудського. Однак Загурський був не єдиною людиною, яка знала минуле Пілсудського. Знав про це, між іншим, генерал Юзеф Рибак, з яким через це нічого не сталося.
Доля генерала Загурського залишається загадкою та джерелом суперечок і донині. У книзі Справа генерала Загурського. Майже ідеальне вбивство, опублікованій у 2016 році, Анджей Цеглярський висуває тезу про те, що генерала було вбито за згодою Юзефа Пілсудського та за участю полковника Вацлава Костека-Бернацького в одному з фортів фортеці в Бресті-на-Бузі.

## Обіймані посади
- капітан (гауптман) – 1 листопада 1913 року,
- майор (Major) – 14 березня 1917 року зі старшинством з 1 жовтня 1916 року[31],
- підполковник – 18 жовтня 1918 року, старшинство з 1 січня 1918 року рішенням Регентської ради[32],
- полковник — 20 вересня 1920 року, а наступного року підтверджено старшинство з 1 червня 1919 року,
- генерал – 31 березня 1924 року зі старшинством з 1 липня 1923 року та 9-м місцем у генеральському корпусі.

## Нагороди
- Командорський хрест Ордена Відродження Польщі (7 листопада 1925 р.)[33],
- чотири рази Хрест Хоробрих (Польща),
- Великий офіцер Ордена Зірки Румунії з мечами (Румунія),
- Командор Ордена Зірки Румунії (1919),
- Командор Ордена Почесного легіону (Франція, 1919)[34],
- Офіцер Ордена Почесного легіону (Франція, 1915),
- Офіцер Ордена «За заслуги» (1917),
- Лицар Ордена Почесного легіону (Франція, 1901),
- Залізний хрест ІІ-го класу (Німецька імперія, 1916)[35][36],
- Орден Залізної Корони ІІІ-го ступеня з військовими нагородами (Австро-Угорщина, 1916)[35][37],
- Хрест «За військові заслуги» ІІІ-го класу (Австро-Угорщина).